# Scolopax
A Scolopax a madarak osztályának lilealakúak (Charadriiformes) rendjébe és a szalonkafélék (Scolopacidae) családjába tartozó nem.

## Rendszerezésük
A nemet Carl von Linné írta le 1758-ban, az alábbi 8 faj tartozik ide:
- erdei szalonka (Scolopax rusticola)
- Amami-szigeteki szalonka (Scolopax mira)
- vörhenyes szalonka (Scolopax saturata)
- új-guineai szalonka (Scolopax rosenbergii)
- Fülöp-szigeteki szalonka (Scolopax bukidnonensis)
- celebeszi szalonka (Scolopax celebensis)
- malukui szalonka (Scolopax rochussenii)
- amerikai szalonka (Scolopax minor)